# Mutzenroth
Mutzenroth ist ein Gemeindeteil des Marktes Oberschwarzach im unterfränkischen Landkreis Schweinfurt in Bayern.

## Geografische Lage
Mutzenroth liegt im Norden des Oberschwarzacher Gemeindegebiets. Weiter nördlich beginnt das Gemeindegebiet von Gerolzhofen, die Steigerwaldklinik Waldesruh liegt dem Dorf am nächsten. Im Osten erhebt sich mit dem Stollbergerforst ein gemeindefreies Gebiet im Landkreis Schweinfurt. Südlich befindet sich Oberschwarzach. Im Südwesten liegt Düttingsfeld, im Nordwesten Wiebelsberg.
In der Gemarkung Mutzenroth entspringt der Weidachbach, der dem Mainzufluss Volkach zustrebt.

## Geschichte
Der Name des Ortes geht auf einen fränkischen Adeligen namens Muzilo zurück. Er rodete das Gebiet der heutigen Gemeinde und besiedelte das Dorf. Während des Mittelalters war Mutzenroth lange Zeit Teil des Hochstifts Würzburg und war dem Amt und Zentgericht Oberschwarzach zugeordnet. Später war das Dorf eine Gemeinde im Königreich Bayern und dann Teil des Landkreises Gerolzhofen. Heute ist es ein Gemeindeteil von Oberschwarzach im Landkreis Schweinfurt.

## Baudenkmäler
Den Mittelpunkt des Dorfes bildet die katholische Filialkirche. Sie ist dem heiligen Lukas geweiht und entstand in der Zeit um 1850. Oberhalb der Fassade wurde ein viereckiger, kleiner Dachreiter angebracht. In den Jahren 1964 bis 1966 erweiterte man den Bau und fügte die Sakristei und den Chor an das Gotteshaus an. Ein Betonglasfenster im Chor stammt vom Schweinfurter Künstler Gustl Kirchner, der Altartisch wurde von Ludwig Boßle geschaffen. Ältestes Element ist eine barocke Figur des heiligen Lukas.
In Mutzenroth haben sich zwei Bildstöcke erhalten. Der eine steht am sogenannten Pfaffenteich und zeigt in seinem Relief die Pietà, als Seitenfiguren wurden der heilige Wendelin und der heilige Sebastian angebracht. Wahrscheinlich schuf der Künstler Johann Hillenbrand den Stock. Eine weitere Marter mit einem Kreuzigungsrelief am Rande der Staatsstraße nach Wiebelsberg stammt aus dem 18. Jahrhundert.